# Pablo Arizmendi
Pablo Arizmendi es un deportista mexicano que compitió en taekwondo. Ganó una medalla de plata en el Campeonato Mundial de Taekwondo de 1979, y una medalla de oro en el Campeonato Panamericano de Taekwondo de 1978.

## Palmarés internacional
| Campeonato Mundial      | Campeonato Mundial        | Campeonato Mundial | Campeonato Mundial |
| Año                     | Lugar                     | Medalla            | Categoría          |
| ----------------------- | ------------------------- | ------------------ | ------------------ |
| 1979                    | Stuttgart (RFA)           | Medalla de plata   | –56 kg             |
| Campeonato Panamericano |                           |                    |                    |
| Año                     | Lugar                     | Medalla            | Categoría          |
| 1978                    | Ciudad de México (México) | Medalla de oro     | –53 kg             |